# Metiljeva trava
Metiljeva trava (novčić, novčac, trava od metilja, lat. Lysimachia nummularia), puzava trajnica iz porodice jaglačevki, raširena po gotovo cijeloj Europi i zapadnoj Aziji. Udomaćena je i u Sjevernoj Americi gdje je smatraju invazivnim korovom.
Ime vrste “nummmularia”, dolazi od nummus, kovanica, a odnosi se na okruglaste listove nalik kovanicama, pa otuda i domaći nazivi novčić i novčac
Stabljika je polegnuta, do 50 cm dužine, gola ili vrlo malo obrasla sitnim dlačicama. Jestivi su mladi listovi i cvjetovi.
Koristi se i kao ljekovita biljka.

## Sastav
U biljci su nađeni različiti biološki aktivni sastojci: flavonoidi hiperin (u korijenu) i rutin (u stabljici, lišću i cvijeću), acetilkolin koji sadrži dušik (u stabljici, lišću i cvijeću), organske kiseline - kafeinska i klorogena (u stabljici, lišću i cvjetovima). Dodatno, u listovima biljke pronađeni su tanini i vitamin C.

## Primjena u narodnoj medicini
U narodnoj medicini, biljka je korištena za skorbut i proljev, kao i vanjski lijek za liječenje rana i tumora.

## Vanjske poveznice
- Lysimachia nummularia na pfaf.org

- L. nummularia
- L. nummularia
- L. nummularia